# Jorge Octavio Guzmán
Jorge Octavio Guzmán Gutiérrez (La Vega, 23 de mayo de 1977) es un abogado y político colombiano, actualmente se desempeña como Gobernador del Departamento de Cauca.

## Biografía
Nació en La Vega, municipio del Macizo Colombiano ubicado al oriente de Cauca, hijo de los campesinos Cesar Guzmán y Hermelinda Gutiérrez. Estudió Derecho en la Universidad del Cauca, especializándose en Derecho Administrativo de la Universidad Externado de Colombia.
Comenzó su carrera como asesor jurídico en múltiples municipios de Cauca, así como en la Secretaría de Educación de Cauca bajo el mandato del Gobernador Juan José Chaux, antes de pasar a ser Secretario de Gobierno de La Vega. En las elecciones regionales de 2011 resultó elegido Alcalde de La Vega, avalado por la Alianza Social Independiente (ASI).
Tras culminar su mandato en la Alcaldía, pasó a ser Secretario General de la Gobernación de Cauca bajo el mandato de Óscar Rodrigo Campo entre 2017 y 2018. Renunció a la Secretaría General para presentarse de nuevo a la Alcaldía de La Vega en las elecciones de 2019, igualmente por la ASI, pero quedó segundo al haber obtenido 5.229 votos.
En 2020, el Gobernador del Cauca Elías Larrahondo Carabalí lo designó Secretario de Educación y Cultura, llegando a desempeñarse como Gobernador Encargado. Dejó el cargo para presentarse como candidato a la Gobernación de Cauca por el Partido Colombia Renaciente en las elecciones regionales de 2023, donde resultó electo Gobernador de Cauca 176.025 votos, equivalentes al 32,32% del total.